# Военизированная горноспасательная часть
Военизированная горноспасательная часть (ФГУП «ВГСЧ») — аварийно-спасательное формирование, находящееся в ведении МЧС России, штаб-квартира расположена в городе Москве. Одна из российских служб, аттестованных на ведение горноспасательных работ.
ФГУП «ВГСЧ» входит в Единую государственную систему предупреждения и ликвидации чрезвычайных ситуаций. Кроме ФГУП «ВГСЧ» в состав МЧС входит ФГКУ «Управление военизированных горноспасательных частей в строительстве».
Критиковалось за монополизированное положение на рынке, связанное с обязательностью обслуживания всех горнодобывающих предприятий горноспасателями, и необоснованное завышение цен за свои услуги.

## Руководство
Медведев Николай Владимирович — генеральный директор.

## Организационное деление
По состоянию на июнь 2018 года в состав ФГУП «ВГСЧ» входит 14 филиалов и 53 прочих подразделений, в которых работает 3604 человека.
С административной точки зрения ФГУП «ВГСЧ» делится на:
- филиал «Военизированный горноспасательный отряд Юга и Центра». Дислокация — Губкин.
- филиал «Военизированный горноспасательный отряд Ростовской области». Дислокация — Шахты.
- филиал «Военизированный горноспасательный отряд Печорского бассейна». Дислокация — Воркута.
- филиал «Военизированный горноспасательный отряд Урала». Дислокация — Екатеринбург.
- филиал «Копейский военизированный горноспасательный отряд». Дислокация — Копейск.
- филиал «Кемеровский военизированный горноспасательный отряд». Дислокация — Кемерово.
- филиал «Новокузнецкий военизированный горноспасательный отряд». Дислокация — Новокузнецк.
- филиал «Прокопьевский военизированный горноспасательный отряд». Дислокация — Прокопьевск.
- филиал «Военизированный горноспасательный отряд Сибири и Алтая». Дислокация — Таштагол
- филиал «Военизированный горноспасательный отряд Восточной Сибири». Дислокация — Черногорск.
- филиал «Якутский военизированный горноспасательный отряд». Дислокация — Мирный.
- филиал «Военизированный горноспасательный отряд Дальнего Востока». Дислокация — Хабаровск.
- филиал «Военизированный горноспасательный отряд Северо-Востока». Дислокация — Магадан.
- филиал «Сахалинский военизированный горноспасательный отряд». Дислокация — Шахтёрск

- прочие пункты ВГСЧ:
  - оперативный центр экстренных вызовов;
  - учебные центры;
  - экономический отдел;
  - производственный отдел.

## Адрес штаб-квартиры
Штаб-квартира ФГУП «ВГСЧ» находится в Москве на улице Петра Романова, дом 7, строение 1. Почтовый индекс: 115193.

## История
ФГУП «Военизированная горноспасательная часть» было создано 7 апреля 2011 года в рамках реализации указа Президента РФ от 6 мая 2010 года № 554 «О совершенствовании единой государственной системы предупреждения и ликвидации чрезвычайных ситуаций». В состав новообразованного предприятия вошли ранее самостоятельные горноспасательные структуры, в результате на 1 октября 2011 года ФГУП «ВГСЧ» имело в штате 4139 человек, обслуживавших 1080 организаций.

## Критика
Создание единой структуры привело к доминированию её на рынке горноспасательных услуг, а в некоторых районах, где других аттестованных аварийно-спасательных формирований нет — к полной монополизации. Из-за обязательности обслуживания и отсутствие тарифного регулирования ФГУП «ВГСЧ» получило возможность навязывать предприятиям свои цены. В конце 2012 года стоимость услуг ФГУП «ВГСЧ» заметно выросло, по некоторым позициям — более чем в 3 раза.
Леонид Лобков был осужден на 5 лет в 2018 году за получение взятки в размере 900 тысяч рублей в 2015 году. Взятка была получена за то, что он в качестве командира филиала «Военизированный горноспасательный отряд Печорского бассейна» одобрял заведомо «неработающие» планы устранения чрезвычайных ситуаций на шахтах. В шахте «Северная», которую обслуживало возглавляемое им подразделение в 2016 году погибло 36 человек.